# گاردن سیتی، مینه‌سوتا
گاردن سیتی (به انگلیسی: Garden City) یک منطقهٔ مسکونی در ایالات متحده آمریکا است که در Garden City Township واقع شده‌است. گاردن سیتی ۲۵۵ نفر جمعیت دارد و ۲۸۰٫۱۱ متر بالاتر از سطح دریا واقع شده‌است.